# 小島聡 (政治学者)
小島 聡（こじま さとし、1962年 - ）は、日本の政治学者。
専門は行政学。法政大学人間環境学部教授。神奈川県指定管理者制度モニタリング会議委員長。

## 略歴
1985年 - 法政大学法学部政治学科卒業。1988年 - 法政大学大学院社会科学研究科政治学専攻 博士前期修了。
1991年 - 財団法人行政管理研究センター研究員。
1994年 - 法政大学大学院社会科学研究科政治学専攻 単位取得満期退学。
1998年 - 法政大学第二教養部助教授。1999年 - 法政大学人間環境学部助教授。2005年 - 法政大学人間環境学部教授。

## 社会的活動
過去に、川崎市コミュニティ施策検討有識者会議メンバー、コスギコミュニティ創発会議座長を務め、現在は、コスギコミュニティ推進会議座長、神奈川県指定管理者制度モニタリング会議委員長を務める。

## 著作等

### 共著
- 『広域行政の構想と動態（Ⅱ）－圏域行政を中心として－』（(財)行政管理研究センター、1993年）
- 『川崎市の外郭団体に関する調査報告書』（(社）川崎地方自治研究センター・自治労川崎市職員労働組合、1993年）
- 『高齢者サービスの地域ネットワークに向けて』（中央法規出版、1994年）
- 『市民と行政の新しい関係の創造に向けて－市民事業に関する調査研究報告ー』（川崎市、1996年）
- 『21世紀の生活福祉－地方分権研究会生活福祉部会中間報告書』（（財）地方自治総合研究所、1996年）
- 『分権社会と協働』（ぎょうせい、2001年）
- 『自治体経営改革』（ぎょうせい、2004年）
- 『新しい自治のしくみづくり』（ぎょうせい、2006年）
- 『分権時代の地方自治』（三省堂、2007年）
- 『フィールドから考える地域環境 持続可能な地域社会をめざして』（ミネルヴァ書房、2012年）